# Mat Damiano
|   | a | b | c | d | e | f | g | h |   |
| 8 | a8 – Czarna wieża · e8 – Czarny król · e7 – Czarny goniec · f7 – Biała wieża · a6 – Czarny pionek · b6 – Czarny pionek · e6 – Biały pionek · g6 – Czarny pionek · c5 – Czarny pionek · d5 – Czarny pionek · g5 – Czarny hetman · h5 – Czarny pionek · d4 – Biały pionek · e4 – Czarny pionek · e3 – Biały pionek · g3 – Biały pionek · a2 – Biały pionek · b2 – Biały pionek · d2 – Biały goniec · h2 – Biały pionek · f1 – Biały hetman · g1 – Biały król | a8 – Czarna wieża · e8 – Czarny król · e7 – Czarny goniec · f7 – Biała wieża · a6 – Czarny pionek · b6 – Czarny pionek · e6 – Biały pionek · g6 – Czarny pionek · c5 – Czarny pionek · d5 – Czarny pionek · g5 – Czarny hetman · h5 – Czarny pionek · d4 – Biały pionek · e4 – Czarny pionek · e3 – Biały pionek · g3 – Biały pionek · a2 – Biały pionek · b2 – Biały pionek · d2 – Biały goniec · h2 – Biały pionek · f1 – Biały hetman · g1 – Biały król | a8 – Czarna wieża · e8 – Czarny król · e7 – Czarny goniec · f7 – Biała wieża · a6 – Czarny pionek · b6 – Czarny pionek · e6 – Biały pionek · g6 – Czarny pionek · c5 – Czarny pionek · d5 – Czarny pionek · g5 – Czarny hetman · h5 – Czarny pionek · d4 – Biały pionek · e4 – Czarny pionek · e3 – Biały pionek · g3 – Biały pionek · a2 – Biały pionek · b2 – Biały pionek · d2 – Biały goniec · h2 – Biały pionek · f1 – Biały hetman · g1 – Biały król | a8 – Czarna wieża · e8 – Czarny król · e7 – Czarny goniec · f7 – Biała wieża · a6 – Czarny pionek · b6 – Czarny pionek · e6 – Biały pionek · g6 – Czarny pionek · c5 – Czarny pionek · d5 – Czarny pionek · g5 – Czarny hetman · h5 – Czarny pionek · d4 – Biały pionek · e4 – Czarny pionek · e3 – Biały pionek · g3 – Biały pionek · a2 – Biały pionek · b2 – Biały pionek · d2 – Biały goniec · h2 – Biały pionek · f1 – Biały hetman · g1 – Biały król | a8 – Czarna wieża · e8 – Czarny król · e7 – Czarny goniec · f7 – Biała wieża · a6 – Czarny pionek · b6 – Czarny pionek · e6 – Biały pionek · g6 – Czarny pionek · c5 – Czarny pionek · d5 – Czarny pionek · g5 – Czarny hetman · h5 – Czarny pionek · d4 – Biały pionek · e4 – Czarny pionek · e3 – Biały pionek · g3 – Biały pionek · a2 – Biały pionek · b2 – Biały pionek · d2 – Biały goniec · h2 – Biały pionek · f1 – Biały hetman · g1 – Biały król | a8 – Czarna wieża · e8 – Czarny król · e7 – Czarny goniec · f7 – Biała wieża · a6 – Czarny pionek · b6 – Czarny pionek · e6 – Biały pionek · g6 – Czarny pionek · c5 – Czarny pionek · d5 – Czarny pionek · g5 – Czarny hetman · h5 – Czarny pionek · d4 – Biały pionek · e4 – Czarny pionek · e3 – Biały pionek · g3 – Biały pionek · a2 – Biały pionek · b2 – Biały pionek · d2 – Biały goniec · h2 – Biały pionek · f1 – Biały hetman · g1 – Biały król | a8 – Czarna wieża · e8 – Czarny król · e7 – Czarny goniec · f7 – Biała wieża · a6 – Czarny pionek · b6 – Czarny pionek · e6 – Biały pionek · g6 – Czarny pionek · c5 – Czarny pionek · d5 – Czarny pionek · g5 – Czarny hetman · h5 – Czarny pionek · d4 – Biały pionek · e4 – Czarny pionek · e3 – Biały pionek · g3 – Biały pionek · a2 – Biały pionek · b2 – Biały pionek · d2 – Biały goniec · h2 – Biały pionek · f1 – Biały hetman · g1 – Biały król | a8 – Czarna wieża · e8 – Czarny król · e7 – Czarny goniec · f7 – Biała wieża · a6 – Czarny pionek · b6 – Czarny pionek · e6 – Biały pionek · g6 – Czarny pionek · c5 – Czarny pionek · d5 – Czarny pionek · g5 – Czarny hetman · h5 – Czarny pionek · d4 – Biały pionek · e4 – Czarny pionek · e3 – Biały pionek · g3 – Biały pionek · a2 – Biały pionek · b2 – Biały pionek · d2 – Biały goniec · h2 – Biały pionek · f1 – Biały hetman · g1 – Biały król | 8 |
| 7 | a8 – Czarna wieża · e8 – Czarny król · e7 – Czarny goniec · f7 – Biała wieża · a6 – Czarny pionek · b6 – Czarny pionek · e6 – Biały pionek · g6 – Czarny pionek · c5 – Czarny pionek · d5 – Czarny pionek · g5 – Czarny hetman · h5 – Czarny pionek · d4 – Biały pionek · e4 – Czarny pionek · e3 – Biały pionek · g3 – Biały pionek · a2 – Biały pionek · b2 – Biały pionek · d2 – Biały goniec · h2 – Biały pionek · f1 – Biały hetman · g1 – Biały król | a8 – Czarna wieża · e8 – Czarny król · e7 – Czarny goniec · f7 – Biała wieża · a6 – Czarny pionek · b6 – Czarny pionek · e6 – Biały pionek · g6 – Czarny pionek · c5 – Czarny pionek · d5 – Czarny pionek · g5 – Czarny hetman · h5 – Czarny pionek · d4 – Biały pionek · e4 – Czarny pionek · e3 – Biały pionek · g3 – Biały pionek · a2 – Biały pionek · b2 – Biały pionek · d2 – Biały goniec · h2 – Biały pionek · f1 – Biały hetman · g1 – Biały król | a8 – Czarna wieża · e8 – Czarny król · e7 – Czarny goniec · f7 – Biała wieża · a6 – Czarny pionek · b6 – Czarny pionek · e6 – Biały pionek · g6 – Czarny pionek · c5 – Czarny pionek · d5 – Czarny pionek · g5 – Czarny hetman · h5 – Czarny pionek · d4 – Biały pionek · e4 – Czarny pionek · e3 – Biały pionek · g3 – Biały pionek · a2 – Biały pionek · b2 – Biały pionek · d2 – Biały goniec · h2 – Biały pionek · f1 – Biały hetman · g1 – Biały król | a8 – Czarna wieża · e8 – Czarny król · e7 – Czarny goniec · f7 – Biała wieża · a6 – Czarny pionek · b6 – Czarny pionek · e6 – Biały pionek · g6 – Czarny pionek · c5 – Czarny pionek · d5 – Czarny pionek · g5 – Czarny hetman · h5 – Czarny pionek · d4 – Biały pionek · e4 – Czarny pionek · e3 – Biały pionek · g3 – Biały pionek · a2 – Biały pionek · b2 – Biały pionek · d2 – Biały goniec · h2 – Biały pionek · f1 – Biały hetman · g1 – Biały król | a8 – Czarna wieża · e8 – Czarny król · e7 – Czarny goniec · f7 – Biała wieża · a6 – Czarny pionek · b6 – Czarny pionek · e6 – Biały pionek · g6 – Czarny pionek · c5 – Czarny pionek · d5 – Czarny pionek · g5 – Czarny hetman · h5 – Czarny pionek · d4 – Biały pionek · e4 – Czarny pionek · e3 – Biały pionek · g3 – Biały pionek · a2 – Biały pionek · b2 – Biały pionek · d2 – Biały goniec · h2 – Biały pionek · f1 – Biały hetman · g1 – Biały król | a8 – Czarna wieża · e8 – Czarny król · e7 – Czarny goniec · f7 – Biała wieża · a6 – Czarny pionek · b6 – Czarny pionek · e6 – Biały pionek · g6 – Czarny pionek · c5 – Czarny pionek · d5 – Czarny pionek · g5 – Czarny hetman · h5 – Czarny pionek · d4 – Biały pionek · e4 – Czarny pionek · e3 – Biały pionek · g3 – Biały pionek · a2 – Biały pionek · b2 – Biały pionek · d2 – Biały goniec · h2 – Biały pionek · f1 – Biały hetman · g1 – Biały król | a8 – Czarna wieża · e8 – Czarny król · e7 – Czarny goniec · f7 – Biała wieża · a6 – Czarny pionek · b6 – Czarny pionek · e6 – Biały pionek · g6 – Czarny pionek · c5 – Czarny pionek · d5 – Czarny pionek · g5 – Czarny hetman · h5 – Czarny pionek · d4 – Biały pionek · e4 – Czarny pionek · e3 – Biały pionek · g3 – Biały pionek · a2 – Biały pionek · b2 – Biały pionek · d2 – Biały goniec · h2 – Biały pionek · f1 – Biały hetman · g1 – Biały król | a8 – Czarna wieża · e8 – Czarny król · e7 – Czarny goniec · f7 – Biała wieża · a6 – Czarny pionek · b6 – Czarny pionek · e6 – Biały pionek · g6 – Czarny pionek · c5 – Czarny pionek · d5 – Czarny pionek · g5 – Czarny hetman · h5 – Czarny pionek · d4 – Biały pionek · e4 – Czarny pionek · e3 – Biały pionek · g3 – Biały pionek · a2 – Biały pionek · b2 – Biały pionek · d2 – Biały goniec · h2 – Biały pionek · f1 – Biały hetman · g1 – Biały król | 7 |
| 6 | a8 – Czarna wieża · e8 – Czarny król · e7 – Czarny goniec · f7 – Biała wieża · a6 – Czarny pionek · b6 – Czarny pionek · e6 – Biały pionek · g6 – Czarny pionek · c5 – Czarny pionek · d5 – Czarny pionek · g5 – Czarny hetman · h5 – Czarny pionek · d4 – Biały pionek · e4 – Czarny pionek · e3 – Biały pionek · g3 – Biały pionek · a2 – Biały pionek · b2 – Biały pionek · d2 – Biały goniec · h2 – Biały pionek · f1 – Biały hetman · g1 – Biały król | a8 – Czarna wieża · e8 – Czarny król · e7 – Czarny goniec · f7 – Biała wieża · a6 – Czarny pionek · b6 – Czarny pionek · e6 – Biały pionek · g6 – Czarny pionek · c5 – Czarny pionek · d5 – Czarny pionek · g5 – Czarny hetman · h5 – Czarny pionek · d4 – Biały pionek · e4 – Czarny pionek · e3 – Biały pionek · g3 – Biały pionek · a2 – Biały pionek · b2 – Biały pionek · d2 – Biały goniec · h2 – Biały pionek · f1 – Biały hetman · g1 – Biały król | a8 – Czarna wieża · e8 – Czarny król · e7 – Czarny goniec · f7 – Biała wieża · a6 – Czarny pionek · b6 – Czarny pionek · e6 – Biały pionek · g6 – Czarny pionek · c5 – Czarny pionek · d5 – Czarny pionek · g5 – Czarny hetman · h5 – Czarny pionek · d4 – Biały pionek · e4 – Czarny pionek · e3 – Biały pionek · g3 – Biały pionek · a2 – Biały pionek · b2 – Biały pionek · d2 – Biały goniec · h2 – Biały pionek · f1 – Biały hetman · g1 – Biały król | a8 – Czarna wieża · e8 – Czarny król · e7 – Czarny goniec · f7 – Biała wieża · a6 – Czarny pionek · b6 – Czarny pionek · e6 – Biały pionek · g6 – Czarny pionek · c5 – Czarny pionek · d5 – Czarny pionek · g5 – Czarny hetman · h5 – Czarny pionek · d4 – Biały pionek · e4 – Czarny pionek · e3 – Biały pionek · g3 – Biały pionek · a2 – Biały pionek · b2 – Biały pionek · d2 – Biały goniec · h2 – Biały pionek · f1 – Biały hetman · g1 – Biały król | a8 – Czarna wieża · e8 – Czarny król · e7 – Czarny goniec · f7 – Biała wieża · a6 – Czarny pionek · b6 – Czarny pionek · e6 – Biały pionek · g6 – Czarny pionek · c5 – Czarny pionek · d5 – Czarny pionek · g5 – Czarny hetman · h5 – Czarny pionek · d4 – Biały pionek · e4 – Czarny pionek · e3 – Biały pionek · g3 – Biały pionek · a2 – Biały pionek · b2 – Biały pionek · d2 – Biały goniec · h2 – Biały pionek · f1 – Biały hetman · g1 – Biały król | a8 – Czarna wieża · e8 – Czarny król · e7 – Czarny goniec · f7 – Biała wieża · a6 – Czarny pionek · b6 – Czarny pionek · e6 – Biały pionek · g6 – Czarny pionek · c5 – Czarny pionek · d5 – Czarny pionek · g5 – Czarny hetman · h5 – Czarny pionek · d4 – Biały pionek · e4 – Czarny pionek · e3 – Biały pionek · g3 – Biały pionek · a2 – Biały pionek · b2 – Biały pionek · d2 – Biały goniec · h2 – Biały pionek · f1 – Biały hetman · g1 – Biały król | a8 – Czarna wieża · e8 – Czarny król · e7 – Czarny goniec · f7 – Biała wieża · a6 – Czarny pionek · b6 – Czarny pionek · e6 – Biały pionek · g6 – Czarny pionek · c5 – Czarny pionek · d5 – Czarny pionek · g5 – Czarny hetman · h5 – Czarny pionek · d4 – Biały pionek · e4 – Czarny pionek · e3 – Biały pionek · g3 – Biały pionek · a2 – Biały pionek · b2 – Biały pionek · d2 – Biały goniec · h2 – Biały pionek · f1 – Biały hetman · g1 – Biały król | a8 – Czarna wieża · e8 – Czarny król · e7 – Czarny goniec · f7 – Biała wieża · a6 – Czarny pionek · b6 – Czarny pionek · e6 – Biały pionek · g6 – Czarny pionek · c5 – Czarny pionek · d5 – Czarny pionek · g5 – Czarny hetman · h5 – Czarny pionek · d4 – Biały pionek · e4 – Czarny pionek · e3 – Biały pionek · g3 – Biały pionek · a2 – Biały pionek · b2 – Biały pionek · d2 – Biały goniec · h2 – Biały pionek · f1 – Biały hetman · g1 – Biały król | 6 |
| 5 | a8 – Czarna wieża · e8 – Czarny król · e7 – Czarny goniec · f7 – Biała wieża · a6 – Czarny pionek · b6 – Czarny pionek · e6 – Biały pionek · g6 – Czarny pionek · c5 – Czarny pionek · d5 – Czarny pionek · g5 – Czarny hetman · h5 – Czarny pionek · d4 – Biały pionek · e4 – Czarny pionek · e3 – Biały pionek · g3 – Biały pionek · a2 – Biały pionek · b2 – Biały pionek · d2 – Biały goniec · h2 – Biały pionek · f1 – Biały hetman · g1 – Biały król | a8 – Czarna wieża · e8 – Czarny król · e7 – Czarny goniec · f7 – Biała wieża · a6 – Czarny pionek · b6 – Czarny pionek · e6 – Biały pionek · g6 – Czarny pionek · c5 – Czarny pionek · d5 – Czarny pionek · g5 – Czarny hetman · h5 – Czarny pionek · d4 – Biały pionek · e4 – Czarny pionek · e3 – Biały pionek · g3 – Biały pionek · a2 – Biały pionek · b2 – Biały pionek · d2 – Biały goniec · h2 – Biały pionek · f1 – Biały hetman · g1 – Biały król | a8 – Czarna wieża · e8 – Czarny król · e7 – Czarny goniec · f7 – Biała wieża · a6 – Czarny pionek · b6 – Czarny pionek · e6 – Biały pionek · g6 – Czarny pionek · c5 – Czarny pionek · d5 – Czarny pionek · g5 – Czarny hetman · h5 – Czarny pionek · d4 – Biały pionek · e4 – Czarny pionek · e3 – Biały pionek · g3 – Biały pionek · a2 – Biały pionek · b2 – Biały pionek · d2 – Biały goniec · h2 – Biały pionek · f1 – Biały hetman · g1 – Biały król | a8 – Czarna wieża · e8 – Czarny król · e7 – Czarny goniec · f7 – Biała wieża · a6 – Czarny pionek · b6 – Czarny pionek · e6 – Biały pionek · g6 – Czarny pionek · c5 – Czarny pionek · d5 – Czarny pionek · g5 – Czarny hetman · h5 – Czarny pionek · d4 – Biały pionek · e4 – Czarny pionek · e3 – Biały pionek · g3 – Biały pionek · a2 – Biały pionek · b2 – Biały pionek · d2 – Biały goniec · h2 – Biały pionek · f1 – Biały hetman · g1 – Biały król | a8 – Czarna wieża · e8 – Czarny król · e7 – Czarny goniec · f7 – Biała wieża · a6 – Czarny pionek · b6 – Czarny pionek · e6 – Biały pionek · g6 – Czarny pionek · c5 – Czarny pionek · d5 – Czarny pionek · g5 – Czarny hetman · h5 – Czarny pionek · d4 – Biały pionek · e4 – Czarny pionek · e3 – Biały pionek · g3 – Biały pionek · a2 – Biały pionek · b2 – Biały pionek · d2 – Biały goniec · h2 – Biały pionek · f1 – Biały hetman · g1 – Biały król | a8 – Czarna wieża · e8 – Czarny król · e7 – Czarny goniec · f7 – Biała wieża · a6 – Czarny pionek · b6 – Czarny pionek · e6 – Biały pionek · g6 – Czarny pionek · c5 – Czarny pionek · d5 – Czarny pionek · g5 – Czarny hetman · h5 – Czarny pionek · d4 – Biały pionek · e4 – Czarny pionek · e3 – Biały pionek · g3 – Biały pionek · a2 – Biały pionek · b2 – Biały pionek · d2 – Biały goniec · h2 – Biały pionek · f1 – Biały hetman · g1 – Biały król | a8 – Czarna wieża · e8 – Czarny król · e7 – Czarny goniec · f7 – Biała wieża · a6 – Czarny pionek · b6 – Czarny pionek · e6 – Biały pionek · g6 – Czarny pionek · c5 – Czarny pionek · d5 – Czarny pionek · g5 – Czarny hetman · h5 – Czarny pionek · d4 – Biały pionek · e4 – Czarny pionek · e3 – Biały pionek · g3 – Biały pionek · a2 – Biały pionek · b2 – Biały pionek · d2 – Biały goniec · h2 – Biały pionek · f1 – Biały hetman · g1 – Biały król | a8 – Czarna wieża · e8 – Czarny król · e7 – Czarny goniec · f7 – Biała wieża · a6 – Czarny pionek · b6 – Czarny pionek · e6 – Biały pionek · g6 – Czarny pionek · c5 – Czarny pionek · d5 – Czarny pionek · g5 – Czarny hetman · h5 – Czarny pionek · d4 – Biały pionek · e4 – Czarny pionek · e3 – Biały pionek · g3 – Biały pionek · a2 – Biały pionek · b2 – Biały pionek · d2 – Biały goniec · h2 – Biały pionek · f1 – Biały hetman · g1 – Biały król | 5 |
| 4 | a8 – Czarna wieża · e8 – Czarny król · e7 – Czarny goniec · f7 – Biała wieża · a6 – Czarny pionek · b6 – Czarny pionek · e6 – Biały pionek · g6 – Czarny pionek · c5 – Czarny pionek · d5 – Czarny pionek · g5 – Czarny hetman · h5 – Czarny pionek · d4 – Biały pionek · e4 – Czarny pionek · e3 – Biały pionek · g3 – Biały pionek · a2 – Biały pionek · b2 – Biały pionek · d2 – Biały goniec · h2 – Biały pionek · f1 – Biały hetman · g1 – Biały król | a8 – Czarna wieża · e8 – Czarny król · e7 – Czarny goniec · f7 – Biała wieża · a6 – Czarny pionek · b6 – Czarny pionek · e6 – Biały pionek · g6 – Czarny pionek · c5 – Czarny pionek · d5 – Czarny pionek · g5 – Czarny hetman · h5 – Czarny pionek · d4 – Biały pionek · e4 – Czarny pionek · e3 – Biały pionek · g3 – Biały pionek · a2 – Biały pionek · b2 – Biały pionek · d2 – Biały goniec · h2 – Biały pionek · f1 – Biały hetman · g1 – Biały król | a8 – Czarna wieża · e8 – Czarny król · e7 – Czarny goniec · f7 – Biała wieża · a6 – Czarny pionek · b6 – Czarny pionek · e6 – Biały pionek · g6 – Czarny pionek · c5 – Czarny pionek · d5 – Czarny pionek · g5 – Czarny hetman · h5 – Czarny pionek · d4 – Biały pionek · e4 – Czarny pionek · e3 – Biały pionek · g3 – Biały pionek · a2 – Biały pionek · b2 – Biały pionek · d2 – Biały goniec · h2 – Biały pionek · f1 – Biały hetman · g1 – Biały król | a8 – Czarna wieża · e8 – Czarny król · e7 – Czarny goniec · f7 – Biała wieża · a6 – Czarny pionek · b6 – Czarny pionek · e6 – Biały pionek · g6 – Czarny pionek · c5 – Czarny pionek · d5 – Czarny pionek · g5 – Czarny hetman · h5 – Czarny pionek · d4 – Biały pionek · e4 – Czarny pionek · e3 – Biały pionek · g3 – Biały pionek · a2 – Biały pionek · b2 – Biały pionek · d2 – Biały goniec · h2 – Biały pionek · f1 – Biały hetman · g1 – Biały król | a8 – Czarna wieża · e8 – Czarny król · e7 – Czarny goniec · f7 – Biała wieża · a6 – Czarny pionek · b6 – Czarny pionek · e6 – Biały pionek · g6 – Czarny pionek · c5 – Czarny pionek · d5 – Czarny pionek · g5 – Czarny hetman · h5 – Czarny pionek · d4 – Biały pionek · e4 – Czarny pionek · e3 – Biały pionek · g3 – Biały pionek · a2 – Biały pionek · b2 – Biały pionek · d2 – Biały goniec · h2 – Biały pionek · f1 – Biały hetman · g1 – Biały król | a8 – Czarna wieża · e8 – Czarny król · e7 – Czarny goniec · f7 – Biała wieża · a6 – Czarny pionek · b6 – Czarny pionek · e6 – Biały pionek · g6 – Czarny pionek · c5 – Czarny pionek · d5 – Czarny pionek · g5 – Czarny hetman · h5 – Czarny pionek · d4 – Biały pionek · e4 – Czarny pionek · e3 – Biały pionek · g3 – Biały pionek · a2 – Biały pionek · b2 – Biały pionek · d2 – Biały goniec · h2 – Biały pionek · f1 – Biały hetman · g1 – Biały król | a8 – Czarna wieża · e8 – Czarny król · e7 – Czarny goniec · f7 – Biała wieża · a6 – Czarny pionek · b6 – Czarny pionek · e6 – Biały pionek · g6 – Czarny pionek · c5 – Czarny pionek · d5 – Czarny pionek · g5 – Czarny hetman · h5 – Czarny pionek · d4 – Biały pionek · e4 – Czarny pionek · e3 – Biały pionek · g3 – Biały pionek · a2 – Biały pionek · b2 – Biały pionek · d2 – Biały goniec · h2 – Biały pionek · f1 – Biały hetman · g1 – Biały król | a8 – Czarna wieża · e8 – Czarny król · e7 – Czarny goniec · f7 – Biała wieża · a6 – Czarny pionek · b6 – Czarny pionek · e6 – Biały pionek · g6 – Czarny pionek · c5 – Czarny pionek · d5 – Czarny pionek · g5 – Czarny hetman · h5 – Czarny pionek · d4 – Biały pionek · e4 – Czarny pionek · e3 – Biały pionek · g3 – Biały pionek · a2 – Biały pionek · b2 – Biały pionek · d2 – Biały goniec · h2 – Biały pionek · f1 – Biały hetman · g1 – Biały król | 4 |
| 3 | a8 – Czarna wieża · e8 – Czarny król · e7 – Czarny goniec · f7 – Biała wieża · a6 – Czarny pionek · b6 – Czarny pionek · e6 – Biały pionek · g6 – Czarny pionek · c5 – Czarny pionek · d5 – Czarny pionek · g5 – Czarny hetman · h5 – Czarny pionek · d4 – Biały pionek · e4 – Czarny pionek · e3 – Biały pionek · g3 – Biały pionek · a2 – Biały pionek · b2 – Biały pionek · d2 – Biały goniec · h2 – Biały pionek · f1 – Biały hetman · g1 – Biały król | a8 – Czarna wieża · e8 – Czarny król · e7 – Czarny goniec · f7 – Biała wieża · a6 – Czarny pionek · b6 – Czarny pionek · e6 – Biały pionek · g6 – Czarny pionek · c5 – Czarny pionek · d5 – Czarny pionek · g5 – Czarny hetman · h5 – Czarny pionek · d4 – Biały pionek · e4 – Czarny pionek · e3 – Biały pionek · g3 – Biały pionek · a2 – Biały pionek · b2 – Biały pionek · d2 – Biały goniec · h2 – Biały pionek · f1 – Biały hetman · g1 – Biały król | a8 – Czarna wieża · e8 – Czarny król · e7 – Czarny goniec · f7 – Biała wieża · a6 – Czarny pionek · b6 – Czarny pionek · e6 – Biały pionek · g6 – Czarny pionek · c5 – Czarny pionek · d5 – Czarny pionek · g5 – Czarny hetman · h5 – Czarny pionek · d4 – Biały pionek · e4 – Czarny pionek · e3 – Biały pionek · g3 – Biały pionek · a2 – Biały pionek · b2 – Biały pionek · d2 – Biały goniec · h2 – Biały pionek · f1 – Biały hetman · g1 – Biały król | a8 – Czarna wieża · e8 – Czarny król · e7 – Czarny goniec · f7 – Biała wieża · a6 – Czarny pionek · b6 – Czarny pionek · e6 – Biały pionek · g6 – Czarny pionek · c5 – Czarny pionek · d5 – Czarny pionek · g5 – Czarny hetman · h5 – Czarny pionek · d4 – Biały pionek · e4 – Czarny pionek · e3 – Biały pionek · g3 – Biały pionek · a2 – Biały pionek · b2 – Biały pionek · d2 – Biały goniec · h2 – Biały pionek · f1 – Biały hetman · g1 – Biały król | a8 – Czarna wieża · e8 – Czarny król · e7 – Czarny goniec · f7 – Biała wieża · a6 – Czarny pionek · b6 – Czarny pionek · e6 – Biały pionek · g6 – Czarny pionek · c5 – Czarny pionek · d5 – Czarny pionek · g5 – Czarny hetman · h5 – Czarny pionek · d4 – Biały pionek · e4 – Czarny pionek · e3 – Biały pionek · g3 – Biały pionek · a2 – Biały pionek · b2 – Biały pionek · d2 – Biały goniec · h2 – Biały pionek · f1 – Biały hetman · g1 – Biały król | a8 – Czarna wieża · e8 – Czarny król · e7 – Czarny goniec · f7 – Biała wieża · a6 – Czarny pionek · b6 – Czarny pionek · e6 – Biały pionek · g6 – Czarny pionek · c5 – Czarny pionek · d5 – Czarny pionek · g5 – Czarny hetman · h5 – Czarny pionek · d4 – Biały pionek · e4 – Czarny pionek · e3 – Biały pionek · g3 – Biały pionek · a2 – Biały pionek · b2 – Biały pionek · d2 – Biały goniec · h2 – Biały pionek · f1 – Biały hetman · g1 – Biały król | a8 – Czarna wieża · e8 – Czarny król · e7 – Czarny goniec · f7 – Biała wieża · a6 – Czarny pionek · b6 – Czarny pionek · e6 – Biały pionek · g6 – Czarny pionek · c5 – Czarny pionek · d5 – Czarny pionek · g5 – Czarny hetman · h5 – Czarny pionek · d4 – Biały pionek · e4 – Czarny pionek · e3 – Biały pionek · g3 – Biały pionek · a2 – Biały pionek · b2 – Biały pionek · d2 – Biały goniec · h2 – Biały pionek · f1 – Biały hetman · g1 – Biały król | a8 – Czarna wieża · e8 – Czarny król · e7 – Czarny goniec · f7 – Biała wieża · a6 – Czarny pionek · b6 – Czarny pionek · e6 – Biały pionek · g6 – Czarny pionek · c5 – Czarny pionek · d5 – Czarny pionek · g5 – Czarny hetman · h5 – Czarny pionek · d4 – Biały pionek · e4 – Czarny pionek · e3 – Biały pionek · g3 – Biały pionek · a2 – Biały pionek · b2 – Biały pionek · d2 – Biały goniec · h2 – Biały pionek · f1 – Biały hetman · g1 – Biały król | 3 |
| 2 | a8 – Czarna wieża · e8 – Czarny król · e7 – Czarny goniec · f7 – Biała wieża · a6 – Czarny pionek · b6 – Czarny pionek · e6 – Biały pionek · g6 – Czarny pionek · c5 – Czarny pionek · d5 – Czarny pionek · g5 – Czarny hetman · h5 – Czarny pionek · d4 – Biały pionek · e4 – Czarny pionek · e3 – Biały pionek · g3 – Biały pionek · a2 – Biały pionek · b2 – Biały pionek · d2 – Biały goniec · h2 – Biały pionek · f1 – Biały hetman · g1 – Biały król | a8 – Czarna wieża · e8 – Czarny król · e7 – Czarny goniec · f7 – Biała wieża · a6 – Czarny pionek · b6 – Czarny pionek · e6 – Biały pionek · g6 – Czarny pionek · c5 – Czarny pionek · d5 – Czarny pionek · g5 – Czarny hetman · h5 – Czarny pionek · d4 – Biały pionek · e4 – Czarny pionek · e3 – Biały pionek · g3 – Biały pionek · a2 – Biały pionek · b2 – Biały pionek · d2 – Biały goniec · h2 – Biały pionek · f1 – Biały hetman · g1 – Biały król | a8 – Czarna wieża · e8 – Czarny król · e7 – Czarny goniec · f7 – Biała wieża · a6 – Czarny pionek · b6 – Czarny pionek · e6 – Biały pionek · g6 – Czarny pionek · c5 – Czarny pionek · d5 – Czarny pionek · g5 – Czarny hetman · h5 – Czarny pionek · d4 – Biały pionek · e4 – Czarny pionek · e3 – Biały pionek · g3 – Biały pionek · a2 – Biały pionek · b2 – Biały pionek · d2 – Biały goniec · h2 – Biały pionek · f1 – Biały hetman · g1 – Biały król | a8 – Czarna wieża · e8 – Czarny król · e7 – Czarny goniec · f7 – Biała wieża · a6 – Czarny pionek · b6 – Czarny pionek · e6 – Biały pionek · g6 – Czarny pionek · c5 – Czarny pionek · d5 – Czarny pionek · g5 – Czarny hetman · h5 – Czarny pionek · d4 – Biały pionek · e4 – Czarny pionek · e3 – Biały pionek · g3 – Biały pionek · a2 – Biały pionek · b2 – Biały pionek · d2 – Biały goniec · h2 – Biały pionek · f1 – Biały hetman · g1 – Biały król | a8 – Czarna wieża · e8 – Czarny król · e7 – Czarny goniec · f7 – Biała wieża · a6 – Czarny pionek · b6 – Czarny pionek · e6 – Biały pionek · g6 – Czarny pionek · c5 – Czarny pionek · d5 – Czarny pionek · g5 – Czarny hetman · h5 – Czarny pionek · d4 – Biały pionek · e4 – Czarny pionek · e3 – Biały pionek · g3 – Biały pionek · a2 – Biały pionek · b2 – Biały pionek · d2 – Biały goniec · h2 – Biały pionek · f1 – Biały hetman · g1 – Biały król | a8 – Czarna wieża · e8 – Czarny król · e7 – Czarny goniec · f7 – Biała wieża · a6 – Czarny pionek · b6 – Czarny pionek · e6 – Biały pionek · g6 – Czarny pionek · c5 – Czarny pionek · d5 – Czarny pionek · g5 – Czarny hetman · h5 – Czarny pionek · d4 – Biały pionek · e4 – Czarny pionek · e3 – Biały pionek · g3 – Biały pionek · a2 – Biały pionek · b2 – Biały pionek · d2 – Biały goniec · h2 – Biały pionek · f1 – Biały hetman · g1 – Biały król | a8 – Czarna wieża · e8 – Czarny król · e7 – Czarny goniec · f7 – Biała wieża · a6 – Czarny pionek · b6 – Czarny pionek · e6 – Biały pionek · g6 – Czarny pionek · c5 – Czarny pionek · d5 – Czarny pionek · g5 – Czarny hetman · h5 – Czarny pionek · d4 – Biały pionek · e4 – Czarny pionek · e3 – Biały pionek · g3 – Biały pionek · a2 – Biały pionek · b2 – Biały pionek · d2 – Biały goniec · h2 – Biały pionek · f1 – Biały hetman · g1 – Biały król | a8 – Czarna wieża · e8 – Czarny król · e7 – Czarny goniec · f7 – Biała wieża · a6 – Czarny pionek · b6 – Czarny pionek · e6 – Biały pionek · g6 – Czarny pionek · c5 – Czarny pionek · d5 – Czarny pionek · g5 – Czarny hetman · h5 – Czarny pionek · d4 – Biały pionek · e4 – Czarny pionek · e3 – Biały pionek · g3 – Biały pionek · a2 – Biały pionek · b2 – Biały pionek · d2 – Biały goniec · h2 – Biały pionek · f1 – Biały hetman · g1 – Biały król | 2 |
| 1 | a8 – Czarna wieża · e8 – Czarny król · e7 – Czarny goniec · f7 – Biała wieża · a6 – Czarny pionek · b6 – Czarny pionek · e6 – Biały pionek · g6 – Czarny pionek · c5 – Czarny pionek · d5 – Czarny pionek · g5 – Czarny hetman · h5 – Czarny pionek · d4 – Biały pionek · e4 – Czarny pionek · e3 – Biały pionek · g3 – Biały pionek · a2 – Biały pionek · b2 – Biały pionek · d2 – Biały goniec · h2 – Biały pionek · f1 – Biały hetman · g1 – Biały król | a8 – Czarna wieża · e8 – Czarny król · e7 – Czarny goniec · f7 – Biała wieża · a6 – Czarny pionek · b6 – Czarny pionek · e6 – Biały pionek · g6 – Czarny pionek · c5 – Czarny pionek · d5 – Czarny pionek · g5 – Czarny hetman · h5 – Czarny pionek · d4 – Biały pionek · e4 – Czarny pionek · e3 – Biały pionek · g3 – Biały pionek · a2 – Biały pionek · b2 – Biały pionek · d2 – Biały goniec · h2 – Biały pionek · f1 – Biały hetman · g1 – Biały król | a8 – Czarna wieża · e8 – Czarny król · e7 – Czarny goniec · f7 – Biała wieża · a6 – Czarny pionek · b6 – Czarny pionek · e6 – Biały pionek · g6 – Czarny pionek · c5 – Czarny pionek · d5 – Czarny pionek · g5 – Czarny hetman · h5 – Czarny pionek · d4 – Biały pionek · e4 – Czarny pionek · e3 – Biały pionek · g3 – Biały pionek · a2 – Biały pionek · b2 – Biały pionek · d2 – Biały goniec · h2 – Biały pionek · f1 – Biały hetman · g1 – Biały król | a8 – Czarna wieża · e8 – Czarny król · e7 – Czarny goniec · f7 – Biała wieża · a6 – Czarny pionek · b6 – Czarny pionek · e6 – Biały pionek · g6 – Czarny pionek · c5 – Czarny pionek · d5 – Czarny pionek · g5 – Czarny hetman · h5 – Czarny pionek · d4 – Biały pionek · e4 – Czarny pionek · e3 – Biały pionek · g3 – Biały pionek · a2 – Biały pionek · b2 – Biały pionek · d2 – Biały goniec · h2 – Biały pionek · f1 – Biały hetman · g1 – Biały król | a8 – Czarna wieża · e8 – Czarny król · e7 – Czarny goniec · f7 – Biała wieża · a6 – Czarny pionek · b6 – Czarny pionek · e6 – Biały pionek · g6 – Czarny pionek · c5 – Czarny pionek · d5 – Czarny pionek · g5 – Czarny hetman · h5 – Czarny pionek · d4 – Biały pionek · e4 – Czarny pionek · e3 – Biały pionek · g3 – Biały pionek · a2 – Biały pionek · b2 – Biały pionek · d2 – Biały goniec · h2 – Biały pionek · f1 – Biały hetman · g1 – Biały król | a8 – Czarna wieża · e8 – Czarny król · e7 – Czarny goniec · f7 – Biała wieża · a6 – Czarny pionek · b6 – Czarny pionek · e6 – Biały pionek · g6 – Czarny pionek · c5 – Czarny pionek · d5 – Czarny pionek · g5 – Czarny hetman · h5 – Czarny pionek · d4 – Biały pionek · e4 – Czarny pionek · e3 – Biały pionek · g3 – Biały pionek · a2 – Biały pionek · b2 – Biały pionek · d2 – Biały goniec · h2 – Biały pionek · f1 – Biały hetman · g1 – Biały król | a8 – Czarna wieża · e8 – Czarny król · e7 – Czarny goniec · f7 – Biała wieża · a6 – Czarny pionek · b6 – Czarny pionek · e6 – Biały pionek · g6 – Czarny pionek · c5 – Czarny pionek · d5 – Czarny pionek · g5 – Czarny hetman · h5 – Czarny pionek · d4 – Biały pionek · e4 – Czarny pionek · e3 – Biały pionek · g3 – Biały pionek · a2 – Biały pionek · b2 – Biały pionek · d2 – Biały goniec · h2 – Biały pionek · f1 – Biały hetman · g1 – Biały król | a8 – Czarna wieża · e8 – Czarny król · e7 – Czarny goniec · f7 – Biała wieża · a6 – Czarny pionek · b6 – Czarny pionek · e6 – Biały pionek · g6 – Czarny pionek · c5 – Czarny pionek · d5 – Czarny pionek · g5 – Czarny hetman · h5 – Czarny pionek · d4 – Biały pionek · e4 – Czarny pionek · e3 – Biały pionek · g3 – Biały pionek · a2 – Biały pionek · b2 – Biały pionek · d2 – Biały goniec · h2 – Biały pionek · f1 – Biały hetman · g1 – Biały król | 1 |
|   | a | b | c | d | e | f | g | h |   |

Mat Damiano – motyw matowy w szachach, w którym kluczową rolę w zamatowaniu czarnego króla odgrywa biały pion na szóstej linii, wspierający hetmana. Nazwa pochodzi od nazwiska portugalskiego szachisty Pedro Damiano, który opisał ten motyw w wydanym w 1512 roku w Rzymie podręczniku Questo libro e da imparare giocare a scachi.
W pozycji na diagramie po prawej stronie białe zaczynają i dają mata w trzecim posunięciu. Mimo równowagi materialnej białe szybko wygrywają dzięki pionowi e6, który razem z hetmanem współtworzy siatkę matową. Najszybszą drogą do wygranej jest poświęcenie wieży, które umożliwia atak hetmanowi:
1. Wf8+! Gxf8
Wieża nie tylko robi miejsce hetmanowi, lecz również odciąga czarnego gońca z siódmej linii, na której przeszkadzałby w macie.
2. Hf7+ Kd8
3. Hd7#
|   | a | b | c | d | e | f | g | h |   |
| 8 | b8 – Czarna wieża · d8 – Czarna wieża · f8 – Czarny goniec · g8 – Czarny król · a7 – Czarny pionek · c7 – Czarny pionek · g7 – Czarny pionek · c6 – Czarny hetman · f6 – Czarny pionek · g6 – Biały pionek · c5 – Czarny skoczek · d5 – Czarny pionek · e5 – Czarny pionek · h5 – Biała wieża · e4 – Biały pionek · g4 – Biały goniec · a3 – Biały pionek · b2 – Biały pionek · c2 – Biały pionek · d2 – Biała wieża · e2 – Biały hetman · f2 – Biały pionek · b1 – Biały król | b8 – Czarna wieża · d8 – Czarna wieża · f8 – Czarny goniec · g8 – Czarny król · a7 – Czarny pionek · c7 – Czarny pionek · g7 – Czarny pionek · c6 – Czarny hetman · f6 – Czarny pionek · g6 – Biały pionek · c5 – Czarny skoczek · d5 – Czarny pionek · e5 – Czarny pionek · h5 – Biała wieża · e4 – Biały pionek · g4 – Biały goniec · a3 – Biały pionek · b2 – Biały pionek · c2 – Biały pionek · d2 – Biała wieża · e2 – Biały hetman · f2 – Biały pionek · b1 – Biały król | b8 – Czarna wieża · d8 – Czarna wieża · f8 – Czarny goniec · g8 – Czarny król · a7 – Czarny pionek · c7 – Czarny pionek · g7 – Czarny pionek · c6 – Czarny hetman · f6 – Czarny pionek · g6 – Biały pionek · c5 – Czarny skoczek · d5 – Czarny pionek · e5 – Czarny pionek · h5 – Biała wieża · e4 – Biały pionek · g4 – Biały goniec · a3 – Biały pionek · b2 – Biały pionek · c2 – Biały pionek · d2 – Biała wieża · e2 – Biały hetman · f2 – Biały pionek · b1 – Biały król | b8 – Czarna wieża · d8 – Czarna wieża · f8 – Czarny goniec · g8 – Czarny król · a7 – Czarny pionek · c7 – Czarny pionek · g7 – Czarny pionek · c6 – Czarny hetman · f6 – Czarny pionek · g6 – Biały pionek · c5 – Czarny skoczek · d5 – Czarny pionek · e5 – Czarny pionek · h5 – Biała wieża · e4 – Biały pionek · g4 – Biały goniec · a3 – Biały pionek · b2 – Biały pionek · c2 – Biały pionek · d2 – Biała wieża · e2 – Biały hetman · f2 – Biały pionek · b1 – Biały król | b8 – Czarna wieża · d8 – Czarna wieża · f8 – Czarny goniec · g8 – Czarny król · a7 – Czarny pionek · c7 – Czarny pionek · g7 – Czarny pionek · c6 – Czarny hetman · f6 – Czarny pionek · g6 – Biały pionek · c5 – Czarny skoczek · d5 – Czarny pionek · e5 – Czarny pionek · h5 – Biała wieża · e4 – Biały pionek · g4 – Biały goniec · a3 – Biały pionek · b2 – Biały pionek · c2 – Biały pionek · d2 – Biała wieża · e2 – Biały hetman · f2 – Biały pionek · b1 – Biały król | b8 – Czarna wieża · d8 – Czarna wieża · f8 – Czarny goniec · g8 – Czarny król · a7 – Czarny pionek · c7 – Czarny pionek · g7 – Czarny pionek · c6 – Czarny hetman · f6 – Czarny pionek · g6 – Biały pionek · c5 – Czarny skoczek · d5 – Czarny pionek · e5 – Czarny pionek · h5 – Biała wieża · e4 – Biały pionek · g4 – Biały goniec · a3 – Biały pionek · b2 – Biały pionek · c2 – Biały pionek · d2 – Biała wieża · e2 – Biały hetman · f2 – Biały pionek · b1 – Biały król | b8 – Czarna wieża · d8 – Czarna wieża · f8 – Czarny goniec · g8 – Czarny król · a7 – Czarny pionek · c7 – Czarny pionek · g7 – Czarny pionek · c6 – Czarny hetman · f6 – Czarny pionek · g6 – Biały pionek · c5 – Czarny skoczek · d5 – Czarny pionek · e5 – Czarny pionek · h5 – Biała wieża · e4 – Biały pionek · g4 – Biały goniec · a3 – Biały pionek · b2 – Biały pionek · c2 – Biały pionek · d2 – Biała wieża · e2 – Biały hetman · f2 – Biały pionek · b1 – Biały król | b8 – Czarna wieża · d8 – Czarna wieża · f8 – Czarny goniec · g8 – Czarny król · a7 – Czarny pionek · c7 – Czarny pionek · g7 – Czarny pionek · c6 – Czarny hetman · f6 – Czarny pionek · g6 – Biały pionek · c5 – Czarny skoczek · d5 – Czarny pionek · e5 – Czarny pionek · h5 – Biała wieża · e4 – Biały pionek · g4 – Biały goniec · a3 – Biały pionek · b2 – Biały pionek · c2 – Biały pionek · d2 – Biała wieża · e2 – Biały hetman · f2 – Biały pionek · b1 – Biały król | 8 |
| 7 | b8 – Czarna wieża · d8 – Czarna wieża · f8 – Czarny goniec · g8 – Czarny król · a7 – Czarny pionek · c7 – Czarny pionek · g7 – Czarny pionek · c6 – Czarny hetman · f6 – Czarny pionek · g6 – Biały pionek · c5 – Czarny skoczek · d5 – Czarny pionek · e5 – Czarny pionek · h5 – Biała wieża · e4 – Biały pionek · g4 – Biały goniec · a3 – Biały pionek · b2 – Biały pionek · c2 – Biały pionek · d2 – Biała wieża · e2 – Biały hetman · f2 – Biały pionek · b1 – Biały król | b8 – Czarna wieża · d8 – Czarna wieża · f8 – Czarny goniec · g8 – Czarny król · a7 – Czarny pionek · c7 – Czarny pionek · g7 – Czarny pionek · c6 – Czarny hetman · f6 – Czarny pionek · g6 – Biały pionek · c5 – Czarny skoczek · d5 – Czarny pionek · e5 – Czarny pionek · h5 – Biała wieża · e4 – Biały pionek · g4 – Biały goniec · a3 – Biały pionek · b2 – Biały pionek · c2 – Biały pionek · d2 – Biała wieża · e2 – Biały hetman · f2 – Biały pionek · b1 – Biały król | b8 – Czarna wieża · d8 – Czarna wieża · f8 – Czarny goniec · g8 – Czarny król · a7 – Czarny pionek · c7 – Czarny pionek · g7 – Czarny pionek · c6 – Czarny hetman · f6 – Czarny pionek · g6 – Biały pionek · c5 – Czarny skoczek · d5 – Czarny pionek · e5 – Czarny pionek · h5 – Biała wieża · e4 – Biały pionek · g4 – Biały goniec · a3 – Biały pionek · b2 – Biały pionek · c2 – Biały pionek · d2 – Biała wieża · e2 – Biały hetman · f2 – Biały pionek · b1 – Biały król | b8 – Czarna wieża · d8 – Czarna wieża · f8 – Czarny goniec · g8 – Czarny król · a7 – Czarny pionek · c7 – Czarny pionek · g7 – Czarny pionek · c6 – Czarny hetman · f6 – Czarny pionek · g6 – Biały pionek · c5 – Czarny skoczek · d5 – Czarny pionek · e5 – Czarny pionek · h5 – Biała wieża · e4 – Biały pionek · g4 – Biały goniec · a3 – Biały pionek · b2 – Biały pionek · c2 – Biały pionek · d2 – Biała wieża · e2 – Biały hetman · f2 – Biały pionek · b1 – Biały król | b8 – Czarna wieża · d8 – Czarna wieża · f8 – Czarny goniec · g8 – Czarny król · a7 – Czarny pionek · c7 – Czarny pionek · g7 – Czarny pionek · c6 – Czarny hetman · f6 – Czarny pionek · g6 – Biały pionek · c5 – Czarny skoczek · d5 – Czarny pionek · e5 – Czarny pionek · h5 – Biała wieża · e4 – Biały pionek · g4 – Biały goniec · a3 – Biały pionek · b2 – Biały pionek · c2 – Biały pionek · d2 – Biała wieża · e2 – Biały hetman · f2 – Biały pionek · b1 – Biały król | b8 – Czarna wieża · d8 – Czarna wieża · f8 – Czarny goniec · g8 – Czarny król · a7 – Czarny pionek · c7 – Czarny pionek · g7 – Czarny pionek · c6 – Czarny hetman · f6 – Czarny pionek · g6 – Biały pionek · c5 – Czarny skoczek · d5 – Czarny pionek · e5 – Czarny pionek · h5 – Biała wieża · e4 – Biały pionek · g4 – Biały goniec · a3 – Biały pionek · b2 – Biały pionek · c2 – Biały pionek · d2 – Biała wieża · e2 – Biały hetman · f2 – Biały pionek · b1 – Biały król | b8 – Czarna wieża · d8 – Czarna wieża · f8 – Czarny goniec · g8 – Czarny król · a7 – Czarny pionek · c7 – Czarny pionek · g7 – Czarny pionek · c6 – Czarny hetman · f6 – Czarny pionek · g6 – Biały pionek · c5 – Czarny skoczek · d5 – Czarny pionek · e5 – Czarny pionek · h5 – Biała wieża · e4 – Biały pionek · g4 – Biały goniec · a3 – Biały pionek · b2 – Biały pionek · c2 – Biały pionek · d2 – Biała wieża · e2 – Biały hetman · f2 – Biały pionek · b1 – Biały król | b8 – Czarna wieża · d8 – Czarna wieża · f8 – Czarny goniec · g8 – Czarny król · a7 – Czarny pionek · c7 – Czarny pionek · g7 – Czarny pionek · c6 – Czarny hetman · f6 – Czarny pionek · g6 – Biały pionek · c5 – Czarny skoczek · d5 – Czarny pionek · e5 – Czarny pionek · h5 – Biała wieża · e4 – Biały pionek · g4 – Biały goniec · a3 – Biały pionek · b2 – Biały pionek · c2 – Biały pionek · d2 – Biała wieża · e2 – Biały hetman · f2 – Biały pionek · b1 – Biały król | 7 |
| 6 | b8 – Czarna wieża · d8 – Czarna wieża · f8 – Czarny goniec · g8 – Czarny król · a7 – Czarny pionek · c7 – Czarny pionek · g7 – Czarny pionek · c6 – Czarny hetman · f6 – Czarny pionek · g6 – Biały pionek · c5 – Czarny skoczek · d5 – Czarny pionek · e5 – Czarny pionek · h5 – Biała wieża · e4 – Biały pionek · g4 – Biały goniec · a3 – Biały pionek · b2 – Biały pionek · c2 – Biały pionek · d2 – Biała wieża · e2 – Biały hetman · f2 – Biały pionek · b1 – Biały król | b8 – Czarna wieża · d8 – Czarna wieża · f8 – Czarny goniec · g8 – Czarny król · a7 – Czarny pionek · c7 – Czarny pionek · g7 – Czarny pionek · c6 – Czarny hetman · f6 – Czarny pionek · g6 – Biały pionek · c5 – Czarny skoczek · d5 – Czarny pionek · e5 – Czarny pionek · h5 – Biała wieża · e4 – Biały pionek · g4 – Biały goniec · a3 – Biały pionek · b2 – Biały pionek · c2 – Biały pionek · d2 – Biała wieża · e2 – Biały hetman · f2 – Biały pionek · b1 – Biały król | b8 – Czarna wieża · d8 – Czarna wieża · f8 – Czarny goniec · g8 – Czarny król · a7 – Czarny pionek · c7 – Czarny pionek · g7 – Czarny pionek · c6 – Czarny hetman · f6 – Czarny pionek · g6 – Biały pionek · c5 – Czarny skoczek · d5 – Czarny pionek · e5 – Czarny pionek · h5 – Biała wieża · e4 – Biały pionek · g4 – Biały goniec · a3 – Biały pionek · b2 – Biały pionek · c2 – Biały pionek · d2 – Biała wieża · e2 – Biały hetman · f2 – Biały pionek · b1 – Biały król | b8 – Czarna wieża · d8 – Czarna wieża · f8 – Czarny goniec · g8 – Czarny król · a7 – Czarny pionek · c7 – Czarny pionek · g7 – Czarny pionek · c6 – Czarny hetman · f6 – Czarny pionek · g6 – Biały pionek · c5 – Czarny skoczek · d5 – Czarny pionek · e5 – Czarny pionek · h5 – Biała wieża · e4 – Biały pionek · g4 – Biały goniec · a3 – Biały pionek · b2 – Biały pionek · c2 – Biały pionek · d2 – Biała wieża · e2 – Biały hetman · f2 – Biały pionek · b1 – Biały król | b8 – Czarna wieża · d8 – Czarna wieża · f8 – Czarny goniec · g8 – Czarny król · a7 – Czarny pionek · c7 – Czarny pionek · g7 – Czarny pionek · c6 – Czarny hetman · f6 – Czarny pionek · g6 – Biały pionek · c5 – Czarny skoczek · d5 – Czarny pionek · e5 – Czarny pionek · h5 – Biała wieża · e4 – Biały pionek · g4 – Biały goniec · a3 – Biały pionek · b2 – Biały pionek · c2 – Biały pionek · d2 – Biała wieża · e2 – Biały hetman · f2 – Biały pionek · b1 – Biały król | b8 – Czarna wieża · d8 – Czarna wieża · f8 – Czarny goniec · g8 – Czarny król · a7 – Czarny pionek · c7 – Czarny pionek · g7 – Czarny pionek · c6 – Czarny hetman · f6 – Czarny pionek · g6 – Biały pionek · c5 – Czarny skoczek · d5 – Czarny pionek · e5 – Czarny pionek · h5 – Biała wieża · e4 – Biały pionek · g4 – Biały goniec · a3 – Biały pionek · b2 – Biały pionek · c2 – Biały pionek · d2 – Biała wieża · e2 – Biały hetman · f2 – Biały pionek · b1 – Biały król | b8 – Czarna wieża · d8 – Czarna wieża · f8 – Czarny goniec · g8 – Czarny król · a7 – Czarny pionek · c7 – Czarny pionek · g7 – Czarny pionek · c6 – Czarny hetman · f6 – Czarny pionek · g6 – Biały pionek · c5 – Czarny skoczek · d5 – Czarny pionek · e5 – Czarny pionek · h5 – Biała wieża · e4 – Biały pionek · g4 – Biały goniec · a3 – Biały pionek · b2 – Biały pionek · c2 – Biały pionek · d2 – Biała wieża · e2 – Biały hetman · f2 – Biały pionek · b1 – Biały król | b8 – Czarna wieża · d8 – Czarna wieża · f8 – Czarny goniec · g8 – Czarny król · a7 – Czarny pionek · c7 – Czarny pionek · g7 – Czarny pionek · c6 – Czarny hetman · f6 – Czarny pionek · g6 – Biały pionek · c5 – Czarny skoczek · d5 – Czarny pionek · e5 – Czarny pionek · h5 – Biała wieża · e4 – Biały pionek · g4 – Biały goniec · a3 – Biały pionek · b2 – Biały pionek · c2 – Biały pionek · d2 – Biała wieża · e2 – Biały hetman · f2 – Biały pionek · b1 – Biały król | 6 |
| 5 | b8 – Czarna wieża · d8 – Czarna wieża · f8 – Czarny goniec · g8 – Czarny król · a7 – Czarny pionek · c7 – Czarny pionek · g7 – Czarny pionek · c6 – Czarny hetman · f6 – Czarny pionek · g6 – Biały pionek · c5 – Czarny skoczek · d5 – Czarny pionek · e5 – Czarny pionek · h5 – Biała wieża · e4 – Biały pionek · g4 – Biały goniec · a3 – Biały pionek · b2 – Biały pionek · c2 – Biały pionek · d2 – Biała wieża · e2 – Biały hetman · f2 – Biały pionek · b1 – Biały król | b8 – Czarna wieża · d8 – Czarna wieża · f8 – Czarny goniec · g8 – Czarny król · a7 – Czarny pionek · c7 – Czarny pionek · g7 – Czarny pionek · c6 – Czarny hetman · f6 – Czarny pionek · g6 – Biały pionek · c5 – Czarny skoczek · d5 – Czarny pionek · e5 – Czarny pionek · h5 – Biała wieża · e4 – Biały pionek · g4 – Biały goniec · a3 – Biały pionek · b2 – Biały pionek · c2 – Biały pionek · d2 – Biała wieża · e2 – Biały hetman · f2 – Biały pionek · b1 – Biały król | b8 – Czarna wieża · d8 – Czarna wieża · f8 – Czarny goniec · g8 – Czarny król · a7 – Czarny pionek · c7 – Czarny pionek · g7 – Czarny pionek · c6 – Czarny hetman · f6 – Czarny pionek · g6 – Biały pionek · c5 – Czarny skoczek · d5 – Czarny pionek · e5 – Czarny pionek · h5 – Biała wieża · e4 – Biały pionek · g4 – Biały goniec · a3 – Biały pionek · b2 – Biały pionek · c2 – Biały pionek · d2 – Biała wieża · e2 – Biały hetman · f2 – Biały pionek · b1 – Biały król | b8 – Czarna wieża · d8 – Czarna wieża · f8 – Czarny goniec · g8 – Czarny król · a7 – Czarny pionek · c7 – Czarny pionek · g7 – Czarny pionek · c6 – Czarny hetman · f6 – Czarny pionek · g6 – Biały pionek · c5 – Czarny skoczek · d5 – Czarny pionek · e5 – Czarny pionek · h5 – Biała wieża · e4 – Biały pionek · g4 – Biały goniec · a3 – Biały pionek · b2 – Biały pionek · c2 – Biały pionek · d2 – Biała wieża · e2 – Biały hetman · f2 – Biały pionek · b1 – Biały król | b8 – Czarna wieża · d8 – Czarna wieża · f8 – Czarny goniec · g8 – Czarny król · a7 – Czarny pionek · c7 – Czarny pionek · g7 – Czarny pionek · c6 – Czarny hetman · f6 – Czarny pionek · g6 – Biały pionek · c5 – Czarny skoczek · d5 – Czarny pionek · e5 – Czarny pionek · h5 – Biała wieża · e4 – Biały pionek · g4 – Biały goniec · a3 – Biały pionek · b2 – Biały pionek · c2 – Biały pionek · d2 – Biała wieża · e2 – Biały hetman · f2 – Biały pionek · b1 – Biały król | b8 – Czarna wieża · d8 – Czarna wieża · f8 – Czarny goniec · g8 – Czarny król · a7 – Czarny pionek · c7 – Czarny pionek · g7 – Czarny pionek · c6 – Czarny hetman · f6 – Czarny pionek · g6 – Biały pionek · c5 – Czarny skoczek · d5 – Czarny pionek · e5 – Czarny pionek · h5 – Biała wieża · e4 – Biały pionek · g4 – Biały goniec · a3 – Biały pionek · b2 – Biały pionek · c2 – Biały pionek · d2 – Biała wieża · e2 – Biały hetman · f2 – Biały pionek · b1 – Biały król | b8 – Czarna wieża · d8 – Czarna wieża · f8 – Czarny goniec · g8 – Czarny król · a7 – Czarny pionek · c7 – Czarny pionek · g7 – Czarny pionek · c6 – Czarny hetman · f6 – Czarny pionek · g6 – Biały pionek · c5 – Czarny skoczek · d5 – Czarny pionek · e5 – Czarny pionek · h5 – Biała wieża · e4 – Biały pionek · g4 – Biały goniec · a3 – Biały pionek · b2 – Biały pionek · c2 – Biały pionek · d2 – Biała wieża · e2 – Biały hetman · f2 – Biały pionek · b1 – Biały król | b8 – Czarna wieża · d8 – Czarna wieża · f8 – Czarny goniec · g8 – Czarny król · a7 – Czarny pionek · c7 – Czarny pionek · g7 – Czarny pionek · c6 – Czarny hetman · f6 – Czarny pionek · g6 – Biały pionek · c5 – Czarny skoczek · d5 – Czarny pionek · e5 – Czarny pionek · h5 – Biała wieża · e4 – Biały pionek · g4 – Biały goniec · a3 – Biały pionek · b2 – Biały pionek · c2 – Biały pionek · d2 – Biała wieża · e2 – Biały hetman · f2 – Biały pionek · b1 – Biały król | 5 |
| 4 | b8 – Czarna wieża · d8 – Czarna wieża · f8 – Czarny goniec · g8 – Czarny król · a7 – Czarny pionek · c7 – Czarny pionek · g7 – Czarny pionek · c6 – Czarny hetman · f6 – Czarny pionek · g6 – Biały pionek · c5 – Czarny skoczek · d5 – Czarny pionek · e5 – Czarny pionek · h5 – Biała wieża · e4 – Biały pionek · g4 – Biały goniec · a3 – Biały pionek · b2 – Biały pionek · c2 – Biały pionek · d2 – Biała wieża · e2 – Biały hetman · f2 – Biały pionek · b1 – Biały król | b8 – Czarna wieża · d8 – Czarna wieża · f8 – Czarny goniec · g8 – Czarny król · a7 – Czarny pionek · c7 – Czarny pionek · g7 – Czarny pionek · c6 – Czarny hetman · f6 – Czarny pionek · g6 – Biały pionek · c5 – Czarny skoczek · d5 – Czarny pionek · e5 – Czarny pionek · h5 – Biała wieża · e4 – Biały pionek · g4 – Biały goniec · a3 – Biały pionek · b2 – Biały pionek · c2 – Biały pionek · d2 – Biała wieża · e2 – Biały hetman · f2 – Biały pionek · b1 – Biały król | b8 – Czarna wieża · d8 – Czarna wieża · f8 – Czarny goniec · g8 – Czarny król · a7 – Czarny pionek · c7 – Czarny pionek · g7 – Czarny pionek · c6 – Czarny hetman · f6 – Czarny pionek · g6 – Biały pionek · c5 – Czarny skoczek · d5 – Czarny pionek · e5 – Czarny pionek · h5 – Biała wieża · e4 – Biały pionek · g4 – Biały goniec · a3 – Biały pionek · b2 – Biały pionek · c2 – Biały pionek · d2 – Biała wieża · e2 – Biały hetman · f2 – Biały pionek · b1 – Biały król | b8 – Czarna wieża · d8 – Czarna wieża · f8 – Czarny goniec · g8 – Czarny król · a7 – Czarny pionek · c7 – Czarny pionek · g7 – Czarny pionek · c6 – Czarny hetman · f6 – Czarny pionek · g6 – Biały pionek · c5 – Czarny skoczek · d5 – Czarny pionek · e5 – Czarny pionek · h5 – Biała wieża · e4 – Biały pionek · g4 – Biały goniec · a3 – Biały pionek · b2 – Biały pionek · c2 – Biały pionek · d2 – Biała wieża · e2 – Biały hetman · f2 – Biały pionek · b1 – Biały król | b8 – Czarna wieża · d8 – Czarna wieża · f8 – Czarny goniec · g8 – Czarny król · a7 – Czarny pionek · c7 – Czarny pionek · g7 – Czarny pionek · c6 – Czarny hetman · f6 – Czarny pionek · g6 – Biały pionek · c5 – Czarny skoczek · d5 – Czarny pionek · e5 – Czarny pionek · h5 – Biała wieża · e4 – Biały pionek · g4 – Biały goniec · a3 – Biały pionek · b2 – Biały pionek · c2 – Biały pionek · d2 – Biała wieża · e2 – Biały hetman · f2 – Biały pionek · b1 – Biały król | b8 – Czarna wieża · d8 – Czarna wieża · f8 – Czarny goniec · g8 – Czarny król · a7 – Czarny pionek · c7 – Czarny pionek · g7 – Czarny pionek · c6 – Czarny hetman · f6 – Czarny pionek · g6 – Biały pionek · c5 – Czarny skoczek · d5 – Czarny pionek · e5 – Czarny pionek · h5 – Biała wieża · e4 – Biały pionek · g4 – Biały goniec · a3 – Biały pionek · b2 – Biały pionek · c2 – Biały pionek · d2 – Biała wieża · e2 – Biały hetman · f2 – Biały pionek · b1 – Biały król | b8 – Czarna wieża · d8 – Czarna wieża · f8 – Czarny goniec · g8 – Czarny król · a7 – Czarny pionek · c7 – Czarny pionek · g7 – Czarny pionek · c6 – Czarny hetman · f6 – Czarny pionek · g6 – Biały pionek · c5 – Czarny skoczek · d5 – Czarny pionek · e5 – Czarny pionek · h5 – Biała wieża · e4 – Biały pionek · g4 – Biały goniec · a3 – Biały pionek · b2 – Biały pionek · c2 – Biały pionek · d2 – Biała wieża · e2 – Biały hetman · f2 – Biały pionek · b1 – Biały król | b8 – Czarna wieża · d8 – Czarna wieża · f8 – Czarny goniec · g8 – Czarny król · a7 – Czarny pionek · c7 – Czarny pionek · g7 – Czarny pionek · c6 – Czarny hetman · f6 – Czarny pionek · g6 – Biały pionek · c5 – Czarny skoczek · d5 – Czarny pionek · e5 – Czarny pionek · h5 – Biała wieża · e4 – Biały pionek · g4 – Biały goniec · a3 – Biały pionek · b2 – Biały pionek · c2 – Biały pionek · d2 – Biała wieża · e2 – Biały hetman · f2 – Biały pionek · b1 – Biały król | 4 |
| 3 | b8 – Czarna wieża · d8 – Czarna wieża · f8 – Czarny goniec · g8 – Czarny król · a7 – Czarny pionek · c7 – Czarny pionek · g7 – Czarny pionek · c6 – Czarny hetman · f6 – Czarny pionek · g6 – Biały pionek · c5 – Czarny skoczek · d5 – Czarny pionek · e5 – Czarny pionek · h5 – Biała wieża · e4 – Biały pionek · g4 – Biały goniec · a3 – Biały pionek · b2 – Biały pionek · c2 – Biały pionek · d2 – Biała wieża · e2 – Biały hetman · f2 – Biały pionek · b1 – Biały król | b8 – Czarna wieża · d8 – Czarna wieża · f8 – Czarny goniec · g8 – Czarny król · a7 – Czarny pionek · c7 – Czarny pionek · g7 – Czarny pionek · c6 – Czarny hetman · f6 – Czarny pionek · g6 – Biały pionek · c5 – Czarny skoczek · d5 – Czarny pionek · e5 – Czarny pionek · h5 – Biała wieża · e4 – Biały pionek · g4 – Biały goniec · a3 – Biały pionek · b2 – Biały pionek · c2 – Biały pionek · d2 – Biała wieża · e2 – Biały hetman · f2 – Biały pionek · b1 – Biały król | b8 – Czarna wieża · d8 – Czarna wieża · f8 – Czarny goniec · g8 – Czarny król · a7 – Czarny pionek · c7 – Czarny pionek · g7 – Czarny pionek · c6 – Czarny hetman · f6 – Czarny pionek · g6 – Biały pionek · c5 – Czarny skoczek · d5 – Czarny pionek · e5 – Czarny pionek · h5 – Biała wieża · e4 – Biały pionek · g4 – Biały goniec · a3 – Biały pionek · b2 – Biały pionek · c2 – Biały pionek · d2 – Biała wieża · e2 – Biały hetman · f2 – Biały pionek · b1 – Biały król | b8 – Czarna wieża · d8 – Czarna wieża · f8 – Czarny goniec · g8 – Czarny król · a7 – Czarny pionek · c7 – Czarny pionek · g7 – Czarny pionek · c6 – Czarny hetman · f6 – Czarny pionek · g6 – Biały pionek · c5 – Czarny skoczek · d5 – Czarny pionek · e5 – Czarny pionek · h5 – Biała wieża · e4 – Biały pionek · g4 – Biały goniec · a3 – Biały pionek · b2 – Biały pionek · c2 – Biały pionek · d2 – Biała wieża · e2 – Biały hetman · f2 – Biały pionek · b1 – Biały król | b8 – Czarna wieża · d8 – Czarna wieża · f8 – Czarny goniec · g8 – Czarny król · a7 – Czarny pionek · c7 – Czarny pionek · g7 – Czarny pionek · c6 – Czarny hetman · f6 – Czarny pionek · g6 – Biały pionek · c5 – Czarny skoczek · d5 – Czarny pionek · e5 – Czarny pionek · h5 – Biała wieża · e4 – Biały pionek · g4 – Biały goniec · a3 – Biały pionek · b2 – Biały pionek · c2 – Biały pionek · d2 – Biała wieża · e2 – Biały hetman · f2 – Biały pionek · b1 – Biały król | b8 – Czarna wieża · d8 – Czarna wieża · f8 – Czarny goniec · g8 – Czarny król · a7 – Czarny pionek · c7 – Czarny pionek · g7 – Czarny pionek · c6 – Czarny hetman · f6 – Czarny pionek · g6 – Biały pionek · c5 – Czarny skoczek · d5 – Czarny pionek · e5 – Czarny pionek · h5 – Biała wieża · e4 – Biały pionek · g4 – Biały goniec · a3 – Biały pionek · b2 – Biały pionek · c2 – Biały pionek · d2 – Biała wieża · e2 – Biały hetman · f2 – Biały pionek · b1 – Biały król | b8 – Czarna wieża · d8 – Czarna wieża · f8 – Czarny goniec · g8 – Czarny król · a7 – Czarny pionek · c7 – Czarny pionek · g7 – Czarny pionek · c6 – Czarny hetman · f6 – Czarny pionek · g6 – Biały pionek · c5 – Czarny skoczek · d5 – Czarny pionek · e5 – Czarny pionek · h5 – Biała wieża · e4 – Biały pionek · g4 – Biały goniec · a3 – Biały pionek · b2 – Biały pionek · c2 – Biały pionek · d2 – Biała wieża · e2 – Biały hetman · f2 – Biały pionek · b1 – Biały król | b8 – Czarna wieża · d8 – Czarna wieża · f8 – Czarny goniec · g8 – Czarny król · a7 – Czarny pionek · c7 – Czarny pionek · g7 – Czarny pionek · c6 – Czarny hetman · f6 – Czarny pionek · g6 – Biały pionek · c5 – Czarny skoczek · d5 – Czarny pionek · e5 – Czarny pionek · h5 – Biała wieża · e4 – Biały pionek · g4 – Biały goniec · a3 – Biały pionek · b2 – Biały pionek · c2 – Biały pionek · d2 – Biała wieża · e2 – Biały hetman · f2 – Biały pionek · b1 – Biały król | 3 |
| 2 | b8 – Czarna wieża · d8 – Czarna wieża · f8 – Czarny goniec · g8 – Czarny król · a7 – Czarny pionek · c7 – Czarny pionek · g7 – Czarny pionek · c6 – Czarny hetman · f6 – Czarny pionek · g6 – Biały pionek · c5 – Czarny skoczek · d5 – Czarny pionek · e5 – Czarny pionek · h5 – Biała wieża · e4 – Biały pionek · g4 – Biały goniec · a3 – Biały pionek · b2 – Biały pionek · c2 – Biały pionek · d2 – Biała wieża · e2 – Biały hetman · f2 – Biały pionek · b1 – Biały król | b8 – Czarna wieża · d8 – Czarna wieża · f8 – Czarny goniec · g8 – Czarny król · a7 – Czarny pionek · c7 – Czarny pionek · g7 – Czarny pionek · c6 – Czarny hetman · f6 – Czarny pionek · g6 – Biały pionek · c5 – Czarny skoczek · d5 – Czarny pionek · e5 – Czarny pionek · h5 – Biała wieża · e4 – Biały pionek · g4 – Biały goniec · a3 – Biały pionek · b2 – Biały pionek · c2 – Biały pionek · d2 – Biała wieża · e2 – Biały hetman · f2 – Biały pionek · b1 – Biały król | b8 – Czarna wieża · d8 – Czarna wieża · f8 – Czarny goniec · g8 – Czarny król · a7 – Czarny pionek · c7 – Czarny pionek · g7 – Czarny pionek · c6 – Czarny hetman · f6 – Czarny pionek · g6 – Biały pionek · c5 – Czarny skoczek · d5 – Czarny pionek · e5 – Czarny pionek · h5 – Biała wieża · e4 – Biały pionek · g4 – Biały goniec · a3 – Biały pionek · b2 – Biały pionek · c2 – Biały pionek · d2 – Biała wieża · e2 – Biały hetman · f2 – Biały pionek · b1 – Biały król | b8 – Czarna wieża · d8 – Czarna wieża · f8 – Czarny goniec · g8 – Czarny król · a7 – Czarny pionek · c7 – Czarny pionek · g7 – Czarny pionek · c6 – Czarny hetman · f6 – Czarny pionek · g6 – Biały pionek · c5 – Czarny skoczek · d5 – Czarny pionek · e5 – Czarny pionek · h5 – Biała wieża · e4 – Biały pionek · g4 – Biały goniec · a3 – Biały pionek · b2 – Biały pionek · c2 – Biały pionek · d2 – Biała wieża · e2 – Biały hetman · f2 – Biały pionek · b1 – Biały król | b8 – Czarna wieża · d8 – Czarna wieża · f8 – Czarny goniec · g8 – Czarny król · a7 – Czarny pionek · c7 – Czarny pionek · g7 – Czarny pionek · c6 – Czarny hetman · f6 – Czarny pionek · g6 – Biały pionek · c5 – Czarny skoczek · d5 – Czarny pionek · e5 – Czarny pionek · h5 – Biała wieża · e4 – Biały pionek · g4 – Biały goniec · a3 – Biały pionek · b2 – Biały pionek · c2 – Biały pionek · d2 – Biała wieża · e2 – Biały hetman · f2 – Biały pionek · b1 – Biały król | b8 – Czarna wieża · d8 – Czarna wieża · f8 – Czarny goniec · g8 – Czarny król · a7 – Czarny pionek · c7 – Czarny pionek · g7 – Czarny pionek · c6 – Czarny hetman · f6 – Czarny pionek · g6 – Biały pionek · c5 – Czarny skoczek · d5 – Czarny pionek · e5 – Czarny pionek · h5 – Biała wieża · e4 – Biały pionek · g4 – Biały goniec · a3 – Biały pionek · b2 – Biały pionek · c2 – Biały pionek · d2 – Biała wieża · e2 – Biały hetman · f2 – Biały pionek · b1 – Biały król | b8 – Czarna wieża · d8 – Czarna wieża · f8 – Czarny goniec · g8 – Czarny król · a7 – Czarny pionek · c7 – Czarny pionek · g7 – Czarny pionek · c6 – Czarny hetman · f6 – Czarny pionek · g6 – Biały pionek · c5 – Czarny skoczek · d5 – Czarny pionek · e5 – Czarny pionek · h5 – Biała wieża · e4 – Biały pionek · g4 – Biały goniec · a3 – Biały pionek · b2 – Biały pionek · c2 – Biały pionek · d2 – Biała wieża · e2 – Biały hetman · f2 – Biały pionek · b1 – Biały król | b8 – Czarna wieża · d8 – Czarna wieża · f8 – Czarny goniec · g8 – Czarny król · a7 – Czarny pionek · c7 – Czarny pionek · g7 – Czarny pionek · c6 – Czarny hetman · f6 – Czarny pionek · g6 – Biały pionek · c5 – Czarny skoczek · d5 – Czarny pionek · e5 – Czarny pionek · h5 – Biała wieża · e4 – Biały pionek · g4 – Biały goniec · a3 – Biały pionek · b2 – Biały pionek · c2 – Biały pionek · d2 – Biała wieża · e2 – Biały hetman · f2 – Biały pionek · b1 – Biały król | 2 |
| 1 | b8 – Czarna wieża · d8 – Czarna wieża · f8 – Czarny goniec · g8 – Czarny król · a7 – Czarny pionek · c7 – Czarny pionek · g7 – Czarny pionek · c6 – Czarny hetman · f6 – Czarny pionek · g6 – Biały pionek · c5 – Czarny skoczek · d5 – Czarny pionek · e5 – Czarny pionek · h5 – Biała wieża · e4 – Biały pionek · g4 – Biały goniec · a3 – Biały pionek · b2 – Biały pionek · c2 – Biały pionek · d2 – Biała wieża · e2 – Biały hetman · f2 – Biały pionek · b1 – Biały król | b8 – Czarna wieża · d8 – Czarna wieża · f8 – Czarny goniec · g8 – Czarny król · a7 – Czarny pionek · c7 – Czarny pionek · g7 – Czarny pionek · c6 – Czarny hetman · f6 – Czarny pionek · g6 – Biały pionek · c5 – Czarny skoczek · d5 – Czarny pionek · e5 – Czarny pionek · h5 – Biała wieża · e4 – Biały pionek · g4 – Biały goniec · a3 – Biały pionek · b2 – Biały pionek · c2 – Biały pionek · d2 – Biała wieża · e2 – Biały hetman · f2 – Biały pionek · b1 – Biały król | b8 – Czarna wieża · d8 – Czarna wieża · f8 – Czarny goniec · g8 – Czarny król · a7 – Czarny pionek · c7 – Czarny pionek · g7 – Czarny pionek · c6 – Czarny hetman · f6 – Czarny pionek · g6 – Biały pionek · c5 – Czarny skoczek · d5 – Czarny pionek · e5 – Czarny pionek · h5 – Biała wieża · e4 – Biały pionek · g4 – Biały goniec · a3 – Biały pionek · b2 – Biały pionek · c2 – Biały pionek · d2 – Biała wieża · e2 – Biały hetman · f2 – Biały pionek · b1 – Biały król | b8 – Czarna wieża · d8 – Czarna wieża · f8 – Czarny goniec · g8 – Czarny król · a7 – Czarny pionek · c7 – Czarny pionek · g7 – Czarny pionek · c6 – Czarny hetman · f6 – Czarny pionek · g6 – Biały pionek · c5 – Czarny skoczek · d5 – Czarny pionek · e5 – Czarny pionek · h5 – Biała wieża · e4 – Biały pionek · g4 – Biały goniec · a3 – Biały pionek · b2 – Biały pionek · c2 – Biały pionek · d2 – Biała wieża · e2 – Biały hetman · f2 – Biały pionek · b1 – Biały król | b8 – Czarna wieża · d8 – Czarna wieża · f8 – Czarny goniec · g8 – Czarny król · a7 – Czarny pionek · c7 – Czarny pionek · g7 – Czarny pionek · c6 – Czarny hetman · f6 – Czarny pionek · g6 – Biały pionek · c5 – Czarny skoczek · d5 – Czarny pionek · e5 – Czarny pionek · h5 – Biała wieża · e4 – Biały pionek · g4 – Biały goniec · a3 – Biały pionek · b2 – Biały pionek · c2 – Biały pionek · d2 – Biała wieża · e2 – Biały hetman · f2 – Biały pionek · b1 – Biały król | b8 – Czarna wieża · d8 – Czarna wieża · f8 – Czarny goniec · g8 – Czarny król · a7 – Czarny pionek · c7 – Czarny pionek · g7 – Czarny pionek · c6 – Czarny hetman · f6 – Czarny pionek · g6 – Biały pionek · c5 – Czarny skoczek · d5 – Czarny pionek · e5 – Czarny pionek · h5 – Biała wieża · e4 – Biały pionek · g4 – Biały goniec · a3 – Biały pionek · b2 – Biały pionek · c2 – Biały pionek · d2 – Biała wieża · e2 – Biały hetman · f2 – Biały pionek · b1 – Biały król | b8 – Czarna wieża · d8 – Czarna wieża · f8 – Czarny goniec · g8 – Czarny król · a7 – Czarny pionek · c7 – Czarny pionek · g7 – Czarny pionek · c6 – Czarny hetman · f6 – Czarny pionek · g6 – Biały pionek · c5 – Czarny skoczek · d5 – Czarny pionek · e5 – Czarny pionek · h5 – Biała wieża · e4 – Biały pionek · g4 – Biały goniec · a3 – Biały pionek · b2 – Biały pionek · c2 – Biały pionek · d2 – Biała wieża · e2 – Biały hetman · f2 – Biały pionek · b1 – Biały król | b8 – Czarna wieża · d8 – Czarna wieża · f8 – Czarny goniec · g8 – Czarny król · a7 – Czarny pionek · c7 – Czarny pionek · g7 – Czarny pionek · c6 – Czarny hetman · f6 – Czarny pionek · g6 – Biały pionek · c5 – Czarny skoczek · d5 – Czarny pionek · e5 – Czarny pionek · h5 – Biała wieża · e4 – Biały pionek · g4 – Biały goniec · a3 – Biały pionek · b2 – Biały pionek · c2 – Biały pionek · d2 – Biała wieża · e2 – Biały hetman · f2 – Biały pionek · b1 – Biały król | 1 |
|   | a | b | c | d | e | f | g | h |   |

## Atak na osłabioną roszadę
Stosunkowo często mat hetmanem wspieranym przez piona zdarza się przy osłabionej roszadzie przeciwnika.
Na drugim diagramie przedstawiono wariant mata Damiano, w którym biały pion bierze udział w ataku na roszadę czarnych. Osłabiona linia h umożliwia serię efektownych poświęceń:
1. Ge6+! Sxe6
Bicie gońca hetmanem nie zmienia sytuacji. Poświęcenie gońca ma na celu utorowanie drogi hetmanowi do ostatecznego ataku.
2. Wh8+! Kxh8
Wieża również usuwa się hetmanowi z drogi, szachując jednocześnie króla, by nie dać czarnym czasu na ucieczkę lub przygotowanie obrony.
3. Hh5+ Kg8
4. Hh7#